# ميدوم
قرية ميدوم هي إحدى القرى التابعة لمركز الواسطى في محافظة بني سويف في جمهورية مصر العربية. حسب إحصاءات سنة 2006، بلغ إجمالي السكان في ميدوم 15804 نسمة، منهم 7971 رجل و7833 امرأة.
هرم ميدوم أهم المعالم الأثرية من العهد الفرعوني الذي قام ببنائه الفرعون سنفرو (من الأسرة الرابعة) قبل نحو 4630 سنة، وتزوره جموع غفيرة من السياح كل سنة.

## أعلام
- حوني